# Nižný Hrabovec
Nižný Hrabovec es un municipio del distrito de Vranov nad Topľou en la región de Prešov, Eslovaquia, con una población estimada a final del año 2024 de 1570 habitantes.
Se encuentra ubicado en el centro-sur de la región, cerca del río Topľa (cuenca hidrográfica del río Tisza) y de la frontera con la región de Košice.

## Demografía
| Año        | 1994 | 2004     | 2014    | 2024    |
| ---------- | ---- | -------- | ------- | ------- |
| Población  | 1372 | 1611     | 1634    | 1570    |
| Diferencia |      | +17,41 % | +1,42 % | −3,91 % |

| Año        | 2023 | 2024    |
| ---------- | ---- | ------- |
| Población  | 1594 | 1570    |
| Diferencia |      | −1,50 % |